# Wanda Seldon
Wanda Seldon este un personaj fictiv din Seria Fundația de Isaac Asimov. Fata lui Raych Seldon și Manella Dubanqua, Wanda a jucat un rol cheie în crearea celor două Fundații.
În timp ce colegii îi celebrează lui Hari Seldon cea de-a șaizecea aniversare, Wanda îl surprinde pe matematicianul Tamwile Elar vorbind cu reprezentanții juntei militare care ține loc de guvern. Ea îi povestește lui Dors Venabili ce a auzit - fraza „lemonade death” (moartea-limonadă). Venabili investighează și descoperă că este o versiune deformată a expresiei „Elar-Monay death”, cu referire la presupușii viitori asasini Tamwile Elar și tehnicianul Cinda Monay.
Când Wanda împlinește 14 ani, ea îl întreabă pe Yugo Amaryl în ce stadiu se află psihoistoria. Yugo îi arată Primul Radiant, un dispozitiv care afișează toate ecuațiile psihoistoriei. Wanda indică un anume set de ecuații și îi spune că nu arată bine. Yugo își dă seama că ecuațiile sunt greșite, iar Hari Seldon deduce că Wanda i-a citit cumva mintea lui Yugo. El dezvoltă astfel ideea unei a doua Fundații, a cărei tărie va consta în puterea sa telepatică și clandestinitatea sa.
Wanda Seldon continuă să-și dezvolte abilitățile mentale de-a lungul întregii sale vieți. Ea reușește să influențeze un martor când Hari Seldon este judecat pentru atacarea cuiva „fără a fi provocat”. Seldon o convinge să găsească alți oameni cu abilități mentale similare; primul este Stettin Palver, iar al doilea psihologul Bor Alurin. Ei vor fi cei care, la un moment dat, vor forma a doua Fundație.